# Kostel Saint-Jean le Rond
Saint-Jean le Rond je zaniklý kostel v Paříži. Byl přistavěný k západní zdi katedrály Notre Dame poblíž severní věže a sloužil jako baptisterium. Datum jeho postavení není známo. Zbořen byl pravděpodobně v roce 1748. Kostel popisuje i Victor Hugo ve svém románu Chrám Matky Boží v Paříži.
Původně farní kostel byl svázán s kultem svaté Genevievy. Podle legendy se v kostele shromáždily pařížské ženy, aby svými modlitbami bojovaly proti Attilovi, který svými nájezdy ohrožoval Paříž.
Matematik Jean le Rond d'Alembert byl jako nemanželský potomek Madame Claudine Guérin de Tencin odložen a nalezen na schodech tohoto kostela, po kterém získal i své křestní jméno.